# Кондаков, Вадим Александрович
Вади́м Алекса́ндрович Кондако́в (27 марта (8 апреля) 1886, Оса Пермской губернии — 25 мая 1959, Казань) — советский географ, педагог, профессор, преподаватель методики биолого-географических наук педагогического факультета Пермского университета (1923—1930), декан первого на Урале географического факультета Пермского индустриально-педагогического института (1930—1947), зав. кафедрой методики географии и школьного краеведения Казанского пединститута (1947—1953), член-корреспондент Академии педагогических наук РСФСР. Один из основоположников географического образования на Урале, составитель первой советской учебной карты Урала. Дед филолога Б. В. Кондакова и философа И. В. Кондакова.

## Биография
Родился в семье учителя. Окончил в 1897 году городское начальное училище, а в 1905 году — Пермскую мужскую гимназию.
В 1911 году окончил физико-математический факультет Казанского университета (где обучался на стипендию пермского мецената Н. В. Мешкова). Значительное влияние на студента оказали профессор-ботаник А. Я. Гордягин и профессор физики и физической географии Д. А. Гольдгаммер.
Первые годы после университета преподавал в учебных заведениях Уфы: Уфимской женской гимназии, городском реальном училище и учительском институте (до 1917 года). В годы революции и гражданской войны преподавал в Екатеринбургском учительском институте, Томской татарской учительской семинарии и на Сибирских высших женских курсах (до 1920 года). Позже исполнял должность заместителя заведующего отделом народного образования исполкома Бийского уездного Совета (до 1922).
После этого в 1922 году вернулся в Пермь, где вначале работал в Пермском губоно.
С 1923 по 1930 годы преподавал методику биолого-географических наук на педагогическом факультете Пермского университета. До 1932 года преподавал также в Уральском металлургическом институте и университете.
В 1930 году, после преобразования педагогического факультета Пермского университета в педагогический институт, В. А. Кондаков стал первым деканом географического факультета и заведующим в кафедрой физической и экономической географии.
Один из студентов, в будущем профессор биофака ПГУ А. Н. Пономарев, вспоминал:
В. А. Кондаков принадлежал к числу блестящих лекторов. Лекции его были прекрасны по форме и логике, очень насыщены содержанием и отличались какой-то эмоциональной приподнятостью. Они доставляли удовольствие, от них оставалось впечатление чего-то необычного и праздничного.
С 1941 года — профессор; до 1947 года совмещал должность декана географического факультета и заведующего кафедрой физической и экономической географии Молотовского государственного педагогического института. Под руководством В. А. Кондакова была составлена первая советская учебная карта Урала.
В 1945 году В. А. Кондакова избрали членом-корреспондентом Академии педагогических наук РСФСР.
В 1947 году он уехал в г. Казань и до выхода на пенсию в 1953 году работал зав. кафедрой методики географии и школьного краеведения географического факультета Казанского педагогического института.
Умер 25 мая 1959 года.

## Научная и общественная деятельность
Член-корреспондент АПН РСФСР с 1945 года. Состоял членом Географического общества СССР, действительным членом Уральского общества любителей естествознания (УОЛЕ).
Занимался общественной деятельностью, избирался депутатом Бийского городского Совета, Пермского областного и городского Советов, Дзержинского районного Совета Казани.

## Награды
Награждён орденом Ленина, медалью «За доблестный труд в Великой Отечественной войне 1941—1945 гг.», знаком «Отличник народного просвещения».